# Amtsgericht Pförten
Das Amtsgericht Pförten war ein preußisches Amtsgericht mit Sitz in Pförten, Provinz Brandenburg.

## Geschichte
Das königlich preußische Amtsgericht Pförten wurde mit Wirkung zum 1. Oktober 1879 als eines von zehn Amtsgerichten im Bezirk des Landgerichtes Guben im Bezirk des Kammergerichtes gebildet. Der Sitz des Gerichts war die Stadt Pförten.
Sein Gerichtsbezirk umfasste
- aus dem Landkreis Guben, die Amtsbezirke Beitzsch und Degeln, die Gemeindebezirke und Gutsbezirke Liebesitz und Wirchenblatt aus dem Amtsbezirk Liebesitz, Der Gemeindebezirk und Gutsbezirk Merke aus dem Amtsbezirk Ossig und die Gemeindebezirke Birkenberge, Neudörfel, Pohsen und Strega sowie die Gutsbezirke Birkenberge, Pohsen und Strega
- aus dem Landkreis Sorau der Stadtbezirk Pförten, der Amtsbezirk Datten, der Amtsbezirk Pförten ohne die Teile, die den Amtsgerichten Forst und Triebel zugeordnet waren, der Gemeindebezirk Thurno aus dem Amtsbezirk Dolzig und die Gemeindebezirke und Gutsbezirke Drehne, Jüritz, Riewerle und Schniebinchen.[1]

Am Gericht bestand 1880 eine Richterstelle. Das Amtsgericht war damit ein kleines Amtsgericht im Landgerichtsbezirk. Im Rahmen der Weltwirtschaftskrise wurden 60 Amtsgerichte als Folge von Sparverordnungen aufgehoben. Mit der Verordnung über die Aufhebung von Amtsgerichten vom 30. Juli 1932 wurde das Amtsgericht Pförten zum 30. September 1932 aufgehoben und sein Sprengel zwischen dem Amtsgericht Forst, Amtsgericht Guben und dem Amtsgericht Sommerfeld aufgeteilt.